# 納税者団体
納税者団体（のうぜいしゃだんたい）とは、納税者が組織した団体である。税務知識の普及や適正な申告納税制度の確立などを目的としている場合が多く、日本においては事業主が主体となり結成されて、国税庁および各地域の税務署と協力して活動するケースが多いが、中には行政交渉やロビー活動などの社会運動を主活動とする団体もある。
一般に納税者（特に事業主）による利益団体の一種でもあるとされる。
- 以下は日本の国税庁が関係民間団体として紹介している団体である[2]。
  - 青色申告会 - 全国青色申告会総連合
  - 法人会 - 全国法人会総連合
  - 間税会 - 全国間税会総連合会
  - 納税貯蓄組合 - 全国納税貯蓄組合連合会
  - 納税協会
- そのほかの団体
  - 商工会議所・商工会
  - 不公平な税制をただす会
  - 公正な税制を求める市民連絡会
  - 納税者権利憲章をつくる会
  - 全国商工団体連合会
  - ティグレ (経済団体)